# Leptolalax pyrrhops
Espèce
Leptolalax pyrrhops est une espèce d'amphibiens de la famille des Megophryidae.

## Répartition
Cette espèce est endémique de la province de Lâm Đồng au Viêt Nam. Elle se rencontre à Bảo Lộc entre 800 et 1 100 m d'altitude sur le plateau Langbian.

## Description
Les mâles mesurent de 30,3 à 33,9 mm et les femelles de 30,8 à 34,3 mm.

## Publication originale
- Poyarkov, Rowley, Gogoleva, Vassilieva, Galoyan & Orlov, 2015 : A new species of Leptolalax (Anura: Megophryidae) from the western Langbian Plateau, southern Vietnam. Zootaxa, no 3931, p. 221–252.